# Ace Combat 3: Electrosphere
Ace Combat 3: Electrosphere (エースコンバット３ エレクトロスフィア Ēsu Conbatto San Erekutorosufia) là một game thuộc thể loại mô phỏng máy bay chiến đấu bán thực tế được thực hiện bởi Namco cho hệ máy console PlayStation. Đây là phần thứ ba trong dòng game mô phỏng máy bay Ace Combat, Electrosphere bỏ lại bối cảnh hiện đại của hai phiên bản đầu tiên để bước vào một câu chuyện diễn ra khoảng giữa thế kỷ 21, liên quan đến một cuộc chiến tranh giữa các tập đoàn đa quốc gia.

## Cốt truyện
Cốt truyện của game diễn ra tại lục địa USEA (United States of Euro-Asia hay Liên hiệp các nước Âu-Á) vào khoảng nửa đầu năm 2040, có liên quan đến hai siêu tập đoàn là Neucom Inc và General Resources Ltd. Hai công ty lao vào cuộc đấu đá lẫn nhau với các tranh chấp lãnh thổ và cuối cùng là một chiếc máy bay chiến đấu nguyên mẫu được gọi là X-49 Night Raven, trong khi Tổ chức Thực thi Hòa bình Thế giới (Universal Peace Enforcement Organization) đang cố gắng xoa dịu cả hai bên nhằm cứu vãn nền hòa bình mong manh, tránh rơi vào vòng xoáy của một cuộc chiến tương tàn thảm khốc. 

## Lối chơi
Ace Combat 3 chỉ có một chế độ chơi đơn, người chơi có thể mở một chiến dịch mới dưới một cái tên người dùng cụ thể. Tùy thuộc vào các hành động được thực hiện tại một số điểm trong chiến dịch, cốt truyện chuyển hướng tới một trong năm kết thúc. Một vài bài hướng dẫn có thể được hoàn thành trong đĩa một, nhưng các chiến dịch kế tiếp sẽ tiếp tục trong đĩa hai. Game đã đưa vào cơ chế camera 360 độ dưới góc nhìn thứ ba có thể được luân chuyển trên cả ba trục với nút thumbstick phải, và một camera có thể tập trung vào mục tiêu hiện tại của người chơi bằng cách giữ nút Tam giác. Thành quả của người chơi qua từng nhiệm vụ được xếp loại từ A đến D với màu sắc tương ứng, A là cao nhất với màu đỏ. Màn hình tiêu đề cũng có một biểu đồ liệt kê thành quả của người chơi trên tất cả các màn chơi và độ khó đều được ghi nhận.
Phiên bản tiếng Nhật của Ace Combat 3 còn bổ sung thêm một loại bách khoa toàn thư trong game giúp người chơi có thể tra cứu các thông tin khác nhau về nhân vật và công nghệ trong trò chơi. Thêm vào đó là tính năng video e-mail theo phong cách anime với phần lồng tiếng đầy đủ từ đám nhân vật NPC có thể coi lại trong một hộp thư, cũng như các đoạn cắt cảnh anime.
Ace Combat 3 có tổng cộng 23 loại máy bay điều khiển được (21 cho phiên bản Bắc Mỹ/châu Âu) chia ra cho bốn phe phái. Một số trong số đó là máy bay quân sự ngoài đời thực đã được thiết kế lại dành riêng cho bối cảnh tương lai của trò chơi (với khiếu thẩm mỹ rõ ràng nhất là khu vực buồng lái có dáng khí động nặng để phản ánh cái gọi là hệ thống buồng lái COFFIN), trong khi số khác là những thiết kế khái niệm nguyên mẫu hoàn toàn. Những phương tiện không gian lần đầu tiên xuất hiện trong dòng game để người chơi có cơ hội cầm lái loại phi thuyền không gian R-352 Sepia thực hiện một sứ mệnh trên quỹ đạo.
Không giống như hai phiên bản đầu tiên, người chơi chỉ có thể chọn một số lượng hạn chế loại máy bay (và vũ khí) cho những phi vụ đầu tiên, nhưng sẽ phải gắn bó với một chiếc qua các màn sau. Tất cả các loại máy bay có thể di chuyển đều được mở khóa cuối cùng trong màn Simulator mà người chơi chỉ kích hoạt khi đạt được năm kết thúc trong game.

## Phát triển
Phần thứ ba này được coi là một nỗ lực để khám phá tương lai của thế giới Ace Combat. Những hình ảnh concept đầu tiên nổi lên vào năm 1998 và tiếp tục cho đến đầu năm 1999. Đa số các ca khúc đều được thực hiện bởi Tetsukazu Nakanishi, người sau này sẽ góp phần nhạc nền cho hầu hết các phiên bản console kế thừa Ace Combat. Phiên bản tiếng Nhật của game đã được phát hành vào ngày 27 tháng 5 năm 1999. Cùng với sổ tay hướng dẫn 26 trang gồm một tập sách nhỏ 30 trang gọi là Ace Combat 3 Electrosphere Portfolio Photosphere kể chi tiết về các nhân vật, chiến đấu cơ và các thông tin khác về thế giới game. Bản "PlayStation the Best" phát hành lại không chứa tập sách này.
Tuy nhiên theo kế hoạch phiên bản Bắc Mỹ/Châu Âu phát hành vào ngày 22 tháng 3 năm 2000, Namco Hometek đã cắt bỏ tất cả các đoạn phim cắt cảnh anime phiên bản tiếng Nhật và thuyết minh liên quan, lại giới hạn cốt truyện 52 nhiệm vụ phân nhánh với 36 nhiệm vụ trong một cốt truyện tuyến tính. Giới chức cho biết nội dung trong bản tiếng Nhật không quan trọng đối với game khi chuyển sang tiếng Anh. Bản game gốc về sau được phát hành lại dành cho thị trường Nhật Bản vào ngày 7 tháng 12 năm 2000 như một phần của dòng "PlayStation the Best" gồm các game PSOne bán chạy nhất của Namco.
Năm 2011, Namco gộp luôn cả Ace Combat 3 như là phần đầu tiên của nhánh game phụ United Galaxy Space Force. Đây là một nỗ lực để gom tất cả các game khoa học viễn tưởng trước đây của Namco thành một câu chuyện lớn kéo dài vài trăm năm.

## Đón nhận
Ngay khi phát hành, tạp chí Famitsu đã chấm cho game số điểm 31/40. GameSpot chấm điểm cho bản phát hành ở Bắc Mỹ là 6.2/10. Nhà bình luận James Mielke nói rằng giá trị sản xuất cao của trò chơi là điều hiển nhiên, nhưng không đưa vào nội dung phiên bản tiếng Nhật trong lần phát hành cuối cùng của Namco là một bất ngờ khi cân nhắc chỗ thiếu sót kéo dài hàng tháng trời sau lần phát hành ban đầu.